# Stanisław Kuźniar
Stanisław Kuźniar (ur. 1957) – polski urzędnik i samorządowiec, w latach 2001–2002 prezydent Wałbrzycha.

## Życiorys
Zdobył wykształcenie wyższe. Należał do Sojuszu Lewicy Demokratycznej. Był naczelnikiem Wydziału Architektury i Nadzoru Budowlanego w wałbrzyskim ratuszu. W 2001 przejął fotel prezydenta Wałbrzycha po tym, jak dotychczasowy prezydent Lech Bukowiec zrezygnował ze względu na stan zdrowia. W bezpośrednich wyborach z 2002 wystartował na prezydenta Wałbrzycha z poparciem SLD i Unii Pracy. W pierwszej turze zajął pierwsze miejsce z poparciem w wysokości 36,26%, jednak w drugiej otrzymał 46,08% poparcia, przegrywając z Piotr Kruczkowskim. W 2010 bezskutecznie kandydował do rady miasta z pierwszego miejsca listy SLD, zdobywając 274 głosy.
Mieszka w Wałbrzychu-Konradowie. 